# フリー・バード
「フリー・バード」（Free Bird）は、アメリカ合衆国のロック・バンド、レーナード・スキナードが1973年にデビュー・アルバム『レーナード・スキナード』で発表した楽曲。メンバーのロニー・ヴァン・ザントとアレン・コリンズが共作した。1974年にはショート・ヴァージョンがシングル（MCA-40328）としてリリースされた。

## 背景
1971年に死去したデュアン・オールマンに捧げられた曲である。当初は前半のスローな部分だけだったが、ヴァン・ザントの案によって後半に長いギター・ソロをフィーチャーすることになり、また、バンドのローディーだったビリー・パウエルがイントロを考えた。なお、パウエルはこの時の貢献をきっかけにレーナード・スキナードの正式メンバーとなった。
1973年3月にデモ・レコーディングが行われ、このヴァージョンは後にアルバム『レーナード・スキナード』のリマスターCDにボーナス・トラックとして追加収録されている。そして、同年4月3日に録音されたヴァージョンが『レーナード・スキナード』に収録された。プロデューサーのアル・クーパーがオルガンの演奏で参加しており、アレン・コリンズはギブソン・エクスプローラーを使用して、ゲイリー・ロッシントンはリズムギターのパートでギブソン・レスポールを、スライドギターのパートでギブソン・SGを使用した。

## 反響・評価
アルバム発表から1年以上後の1974年11月にシングル・カットされて、1975年には全米19位に達し、レーナード・スキナードにとって2作目の全米トップ20シングルとなった。
「フリー・バード」は『ローリング・ストーン』誌が選出したオールタイム・グレイテスト・ソング500で193位にランク・インしており、2009年にはVH1の企画「100 Greatest Hard Rock Songs」で26位にランク・インした。
この曲のギター・ソロは、『Guitar World』誌が2008年に選出した「100 Greatest Guitar Solos」で3位にランク・インし、ギブソン公式サイトが2010年に発表した「Top 50 Guitar Solos of All Time」では6位にランク・インした。
音楽評論家のBill Janovitzは、allmusic.comにおいて「ロック史上初のパワー・バラードの1つ」と評している。

## 大衆文化への影響
この曲は『アメリカン・ポップ』（1981年公開）、『フォレスト・ガンプ/一期一会』（1994年公開）、『デビルズ・リジェクト マーダー・ライド・ショー2』（2005年公開）、『スピード・レーサー』（2008年公開）、 『キングスマン』(2015年公開) 等、多くの映画のサウンドトラックで使用された。
コンピュータゲームの分野では、『グランド・セフト・オート・サンアンドレアス』のサウンドトラックで使用され、また、2010年には音楽ゲーム『ロックバンド3』で使用された。
プロレスの分野では、ファビュラス・フリーバーズが活動初期にテーマ曲として使用していた。

## カヴァー
- モリー・ハチェット - ライヴ・アルバム『Double Trouble Live』（1985年）に収録。また、トリビュート・アルバム『An All Star Tribute to Lynyrd Skynyrd』（2007年）に、チャーリー・ダニエルズとの連名によるカヴァーを提供した[17]。
- ウィル・トゥ・パワー - 1988年にピーター・フランプトンの「Baby, I Love Your Way」とのメドレーで「Baby, I Love Your Way/Freebird Medley (Freebaby)」をリリース。1988年12月3日付けビルボードHOT100で第1位を記録[18]。
- ドレッド・ツェッペリン - アルバム『The Fun Sessions』（1996年）に収録。